# 救世雙雄
《救世雙雄》（英語：Bade Miyan Chote Miyan）是一部2024年印度印地語科幻動作片，由阿里·阿巴斯·薩法爾執導並與阿迪亞·巴蘇（Aditya Basu）合作編劇，普賈娛樂和AAZ電影（AAZ Films）共同製作。電影由阿克夏·庫馬及泰格·史洛夫領銜主演，其他主演包括普利特維拉·薩庫馬蘭、瑪努希·奇希拉、阿拉亞·F、索納絲·辛哈和洛尼特·羅伊。在片中，兩名前士兵與時間賽跑，以拯救印度免受一位復仇科學家策劃的國際危機。
本片的消息於2022年2月對外宣布。2023年1月至2024年2月完成主要拍攝，拍攝地點包括孟買、蘇格蘭、倫敦、魯頓、阿布達比和約旦。配樂和歌曲由朱利葉斯·帕基安和維沙爾·米什拉譜寫，馬爾欽·拉斯卡維克（Marcin Laskawiec）擔任攝影指導，史蒂文·H·伯納德（Steven H. Bernard）負責剪輯。電影預算高達35億盧比，可謂印度高額大片。
《救世雙雄》2024年4月11日在印度上映，恰逢開齋節。電影受到影評界負評，並成為票房炸彈。

## 劇情
一名蒙面領袖率隊襲擊了一支裝有致命武器的印度武裝車隊，奪走了包裹。蒙面領袖透過視訊告訴印度陸軍，他們必須與時間賽跑，以防止印度遭到毀滅。米莎上尉在上海與另一名蒙面人對峙；在蒙面人離去前，她意外發現對方的傷口竟能快速癒合。米莎向阿札德上校報告了這起事件，阿札德上校決定私下解決蒙面人引起的危機，指示她招募曾受軍事法庭審判的前士兵「費迪」費羅茲及「洛奇」拉克什來執行任務。
米莎成功招募了現任職消防隊的洛奇，但在鑽油平台工作的費迪表示拒絕。米莎和洛奇抵達倫敦，與IT專家「潘」帕明德博士會面。同時在倫敦，阿札德被蒙面領袖槍擊。團隊潛入倫敦地鐵取回被盜的包裹，費迪及時趕到，幫助他們擊退出現於上海的蒙面人。潘打開保險庫，發現費迪的前女友普麗亞上尉。由於硬碟面臨被駭客攻擊的風險，高度先進的防禦系統「卡蘭卡瓦奇」（Karan Kavach）的程式碼被植入於普麗亞的大腦中加密。隨後，蒙面人帶著人馬綁架了普麗亞，並在經過一場激烈追逐戰後，費迪、洛奇和米莎均遭敵方制伏。蒙面領袖現身揭露自己的身分——費迪和洛奇的前友人卡比爾博士，也是軍方的前合作者、阿札德的侄子。
在七年前，卡比爾打算用自家公司的最新發明幫助印度軍隊：一項複製士兵計畫，根據費迪和洛奇DNA的複製人能完全服從命令且永生。當卡比爾透露他打算用此發明征服世界時，阿札德以違反道德為由，命令他關閉計畫。卡比爾氣得決定倒戈，並將這項發明賣給印度的敵人。費迪和洛奇接到命令阻止計畫並活捉卡比爾，但他們殺死了卡比爾，並因違反命令而被送上軍事法庭；兩人均遭開除。費迪與普麗亞分手。但實際上，費迪和洛奇殺死的是卡比爾的複製人依克拉維亞，卡比爾本人倖存下來；卡比爾將依克拉維亞視為兒子般愛著，使他決定復仇。
與費迪和洛奇交手的蒙面人有兩名，實際身分便是兩人的複製體；卡比爾還複製了阿札德並殺死了本尊。卡比爾綁架了普麗亞，留下費迪及洛奇被火燒死，但兩人掙脫束縛並殺死了卡比爾的手下。他們向最高司令部透露卡比爾計劃停用印度邊界的卡蘭卡瓦奇，並對巴基斯坦與中國發動空襲，使兩國與印度為敵，導致印度的全球聲譽受損。
費迪、洛奇、米莎和潘潛入卡比爾的基地，潘負責解碼普麗亞的大腦。費迪和洛奇與各自的複製體交手，但對方憑藉內部能量源而不斷自癒、復活。兩人將自己及阿札德的複製體引誘到電網中，並透過引起大爆炸殺死了他們。卡比爾發動了空襲，費迪和洛奇與之交手，並成功殺死了他。普麗亞猜出「依克拉維亞」就是密碼，洛奇及時輸入，導致卡蘭卡瓦奇重新啟動，避免了空襲及潛在的戰爭。最後，團隊離開並引爆了卡比爾的基地，但在殘骸之中，卡比爾甦醒過來。

## 演員
- 阿克夏·庫馬飾演「費迪」費羅茲上尉／老大（Captain Firoz "Freddy" / Bade Miyan）
- 泰格·史洛夫飾演「洛奇」拉克什上尉／老小（Captain Rakesh "Rocky" / Chote Miyan）
- 普利特維拉·薩庫馬蘭（英语：Prithviraj Sukumaran）飾演卡比爾博士／依克拉維亞（Dr. Kabir / Eklavya）
- 瑪努希·奇希拉飾演米莎·卡浦爾上尉（Captain Misha Kapoor）
- 阿拉亞·F（英语：Alaya F）飾演「潘」帕明德·巴瓦博士（Dr. Parminder Bawa "Pam"）
- 索納絲·辛哈飾演普麗亞·迪克西特上尉（Captain Priya Dixit）
- 洛尼特·羅伊（英语：Ronit Roy）飾演阿迪爾·謝卡爾·阿札德上校（Colonel Adil Shekhar Azad）
- 馬尼什·查德里（英语：Manish Chaudhari）飾演卡蘭·謝吉爾將軍（General Karan Shergill）
- 朱格爾·漢斯拉（英语：Jugal Hansraj）飾演莫辛·罕（Mohsin Khan）
- 夏布·阿里（Shahab Ali）飾演維克蘭上尉（Captain Vikram）
- 巴萬·喬普拉（英语：Pawan Chopra）飾演印度國防部長（英语：Defence Secretary (India)）
- 哈立德·薛迪奇（英语：Khalid Siddiqui）飾演印度大使

## 發行

### 院線
2022年2月，本片宣布印度上映日期為2023年12月22日（聖誕節當週）。2023年5月，製片方宣布本片改檔於開齋節上映。《救世雙雄》2024年4月11日以標準、3D和IMAX格式上映，泰米爾語、泰盧固語、馬拉雅拉姆語和卡納達語配音版同步上映。

### 發行商
PVR不銹影業獲得了印度的影院版權，雅什·拉吉影片公司則負責海外發行。

### 家用媒體
本片的衛星版權和數位版權被Netflix與Sony Max收購；2024年6月6日起在Netflix上線。

## 外部連結
- 互联网电影数据库（IMDb）上《救世雙雄》的资料（英文）
- 《救世雙雄》的Bollywood Hungama頁面